# Dystrykt Tor Ghar
Dystrykt Tor Ghar (paszto: ضلع تور غر, także Kala Dhaka; dawniej Black Mountain) – dystrykt w północnym Pakistanie w prowincji Chajber Pasztunchwa. Utworzony 28 stycznia 2011 roku, po wydzieleniu z dystryktu Mansehra. Liczy ok. 500 tys. mieszkańców. Region mocno ucierpiał w czasie trzęsienia ziemi w 2005 roku.